# Jakob Vogel (poet)

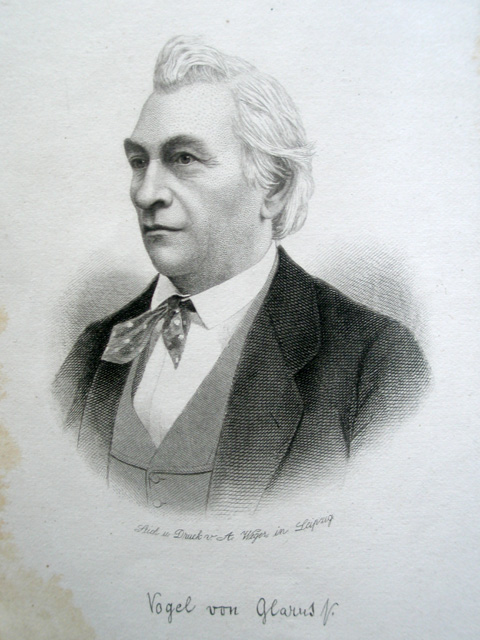
Jakob Vogel.

Jakob Vogel, född den 11 december 1816 i Glarus, död där den 22 april 1899, var en schweizisk skald. 
Vogel sattes som åttaåring i fabriksarbete, men förvärvade sig på egen hand vitter bildning och samlade för sina besparingar ett aktningsvärt bibliotek. Han uppsatte 1843 i hemorten ett boktryckeri och förenade därmed en bokhandelsaffär. Vogel författade stämningsfulla lyriska Gedichte (1861; 14:e upplagan 1890), epigramsamlingar (Taranteln, 1888; Raketen, 1871; Wilde Rosen, 1888, med flera), Bilder aus den Alpen (1874) och Stille Lieder (1875) samt utgav Die poetische Nationallitteratur der deutschen Schweiz von Haller bis auf die Gegenwart (1866–1876).